# Grönlands administrativa indelning

Grönlands kommuner

Grönlands administrativa indelning baseras på 2 nivåer – kommuner och ett kommunfritt område (Grönlands nationalpark inklusive enklaven Thule Air Base i Pituffik).

## Kommuner
| Namn       | Huvudort  | Yta km² |
| ---------- | --------- | ------- |
| Avannaata  | Ilulissat | 522 700 |
| Kujalleq   | Qaqortoq  | 51 000  |
| Qeqertalik | Aasiaat   | 62 400  |
| Qeqqata    | Sisimiut  | 97 000  |
| Sermersooq | Nuuk      | 575 300 |

## Historik
Tidigare delades Grönland i tre amt (landsdele, Avannaa (norra Grönland), Kitaa (västra Grönland) och Tunu (östra Grönland). Dessa var underdelade i 18 kommuner.
| Namn                     | Yta km² | Amt     |
| ------------------------ | ------- | ------- |
| Aasiaats kommun          | 4 000   | Kitaa   |
| Ammassaliks kommun       | 250 000 | Tunu    |
| Ilulissats kommun        | 47 000  | Kitaa   |
| Ittoqqortoormiits kommun | 235 000 | Tunu    |
| Ivittuuts kommun         | 600     | Kitaa   |
| Kangaatsiaqs kommun      |         | Kitaa   |
| Maniitsoqs kommun        | 79 500  | Kitaa   |
| Nanortaliks kommun       | 15 000  | Kitaa   |
| Narsaqs kommun           | 1 908   | Kitaa   |
| Nuuks kommun             | 105 000 | Kitaa   |
| Paamiuts kommun          | 51 000  | Kitaa   |
| Qaanaaqs kommun          | 245 000 | Avannaa |
| Qaqortoqs kommun         | 8 500   | Kitaa   |
| Qasigiannguits kommun    | 3 000   | Kitaa   |
| Qeqertarsuaqs kommun     | 908     | Kitaa   |
| Sisimiuts kommun         | 36 000  | Kitaa   |
| Upernaviks kommun        | 200 000 | Kitaa   |
| Uummannaqs kommun        | 93 000  | Kitaa   |

2009 reformerades indelningen till 4 kommuner, 2018 delades kommunen Qaasuitsup i 2 enheter (Avannaata Kommunia och Kommune Qeqertalik).